# Revista Internacional de los Estudios Vascos
La Revista Internacional de los Estudios Vascos (RIEV), en ocasiones llamada Revista Internacional de Estudios Vascos, es una publicación periódica fundada en 1907 por Julio Urquijo para la promoción de los estudios sobre el conjunto de la cultura vasca, y que bajo el amparo y la edición de la Sociedad de Estudios Vascos se ha mantenido en el tiempo hasta la actualidad, solo interrumpida su publicación durante la Guerra Civil, la dictadura franquista y hasta superada la Transición (1937-1983).
Su fundador, Julio Urquijo, persona muy bien relacionada con los medios científicos internacionales, solicitó la colaboración de los investigadores y publicistas más prestigiosos y quiso integrar dos tradiciones intelectuales, la local y el exterior con una vocación de internacionalidad y de rigor. En sus inicios la periodicidad fue trimestral, para pasar a ser semestral a partir de la segunda etapa. En la primera etapa (1907 a 1937) predominaron los estudios de filología, literatura tradicional e historia. Georges Lacombe y Fausto Arocena llevaron de facto la dirección de la Revista. En esta primera etapa colaboraron entre otros Pio Baroja, Pedro Bosch Gimpera, Américo Castro y Resurrección María de Azkue. La segunda etapa, de 1983 a 1997, la revista estuvo bajo la dirección de Julio Caro Baroja. La tercera y cuarta etapa abarca los períodos de 1998 a 2005 —dirigida por Gregorio Monreal— y de 2006 hasta la actualidad, —dirigida por Aingeru Zabala—.
- Datos: Q3428606